# Sidenhuset, Söderhamn

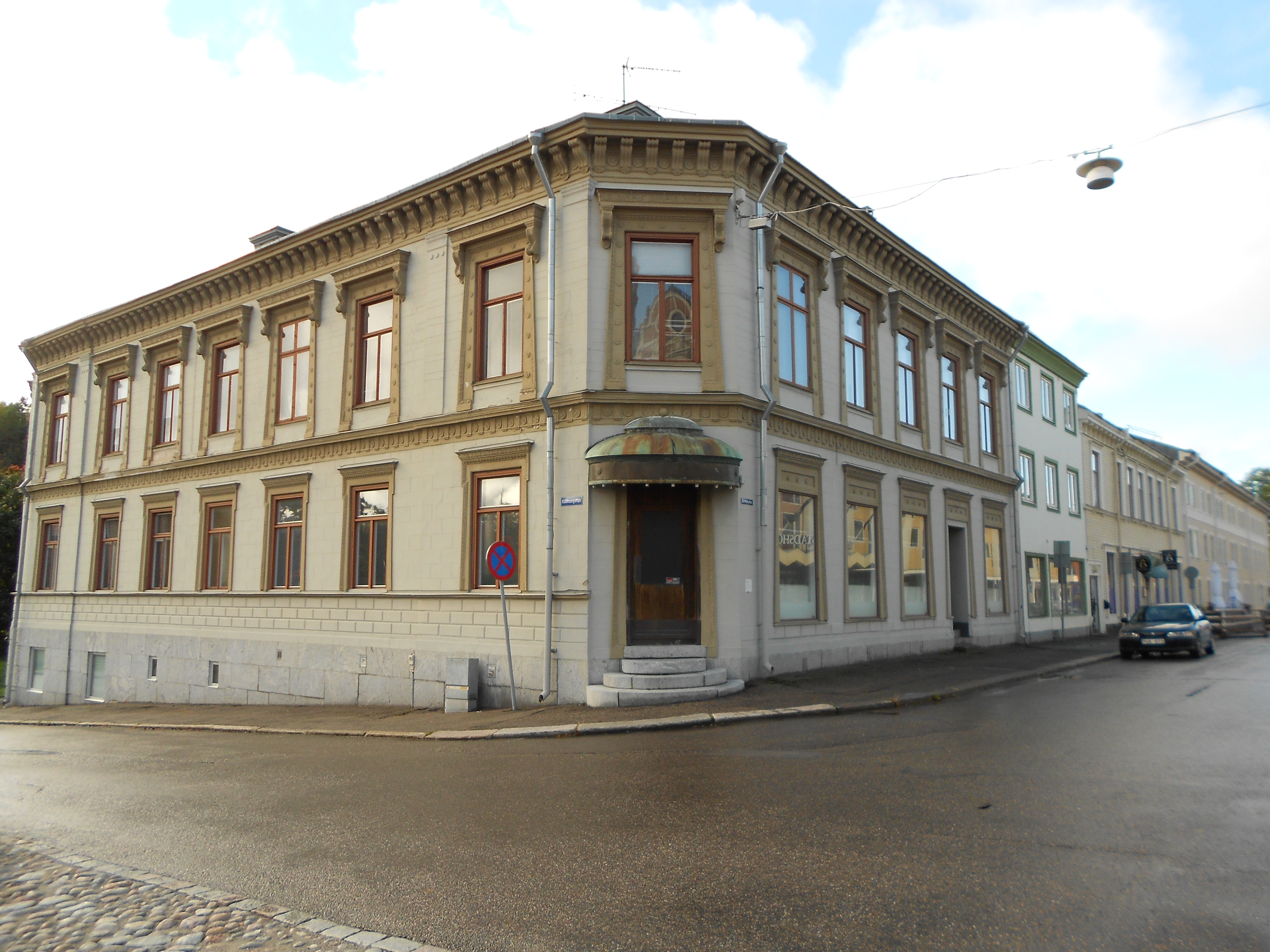
Sidenhuset.

Sidenhuset är en byggnad i kvarteret Fåret vid Rådhustorget i Söderhamn.
Fastigheten Fåret 2 uppfördes 1879 som bostad åt grosshandlaren Carl Johan Schöning med familj och fick 1899 en tillbyggnad efter ritningar av stadsingenjör Gustaf Hultquist. I byggnaden mot Oxtorgsgatan fanns bostäder och butikslokaler och i stenhuset vid Rådhustorget fanns redan en järnhandel i bottenvåningen, vilken under 1920-talet följdes av flera butiker. Åren 1942–1943 flyttade Söderhamnskurirens redaktion och tryckeri in, varvid de båda äldre byggnaderna förenades med en byggnad i funktionalistisk stil ritad av Kooperativa förbundets arkitektkontor.